# Tricimba radhakrishnani
Tricimba radhakrishnani är en tvåvingeart som beskrevs av Cherian 1989. Tricimba radhakrishnani ingår i släktet Tricimba och familjen fritflugor. Inga underarter finns listade i Catalogue of Life.